# Хаомару
Хаомару (覇王丸, Haōmaru) — главный герой серии файтингов Samurai Shodown, а также один из самых известных её персонажей наряду с Накоруру. Впервые появился в первой части франшизы, выпущенной в 1993 году. С тех пор фигурировал во всех играх серии. Персонаж Samurai Shodown V, Расецумару, является злобным двойником Хаомару.
Персонаж был основан на знаменитом фехтовальщике Миямото Мусаси, дуэлянте, который утверждал, что не проиграл ни одного поединка. Хотя Хаомару является ронином-бродягой, не состоящим на службе у конкретного вельможи, он обладает «духом самурая», что часто подчеркивается в играх серии. Также ему приписывают победу над большинством её антагонистов.

## Появление в медиа

### Samurai Shodown
Хаомару появляется во всех видеоиграх серии Samurai Shodown , а также их адаптациях для прочих медиа. Согласно предыстории персонажа, в возрасте пятнадцати лет он бросил вызов воину по имени Дзюбэй Ягю, однако проиграл дуэль из-за отсутствия опыта. Дзюбэй, которому понравился дерзкий юноша, привёл его к старцу, Никотину-Кофеину, чтобы тот обучил его искусству фехтования. Во время практики Хаомару познакомился и подружился с Кибагами Гендзюро, ещё одним учеником мастера и таким же сиротой, как и он сам. Однажды Никотин объявил своим подопечным, что они будут сражаться друг против друга, чтобы определить, кто достоин узнать секрет магического свитка, способного сильно улучшить боевые навыки воина. Гендзюро победил, при этом чуть не убив Хаомару из-за чего был изгнан старцем, что положило начало его обиде на бывшего друга. Замотивированный поражением Хаомару отравляется странствовать, чтобы отточить навыки владения мечом в битвах с достойными противниками. Во время своих приключений он знакомится с молодым воином по имени Шизумару Хисаме, который становится его учеником.
По сюжету Samurai Shodown VI  Хаомару влюбляется в девушку по имени Ошизу, но в итоге отправляется в путешествие (события которого описываются в игре), хотя она умоляла его остаться с ней. В той же части франшизы показано, что Хаомару поддерживает близкие отношения с Шарлоттой Кристин де Колд, даже приезжает во Францию, чтобы навестить её. В Samurai Shodown: Warriors Rage Хаомару предстаёт как опытный и энергичный воин в возрасте сорока семи лет. По сюжету игры он пытается найти свою приемную племянницу Микото и вернуть её домой.
Однако, в одноимённом аниме 1993 года персонаж имеет другую предысторию. Мать Хаомару рассказывает на смертном одре, что нашла его младенцем в лесу, проследовав в чащу за падающей звездой. Согласно сюжету, он является известным воином в своей провинции, к нему часто обращаются с различными просьбами, например, убить медведя, нападающего на крупный рогатый скот. Хаомару настолько любит сакэ, что отказывается от брака с принцессой в пользу запаса любимого напитка в качестве награды. Однажды из его деревни начинают пропадать люди, обнаруживается что их похищают воины из соседнего города Эдо, чтобы сделать частью армии Амакусы. Хаомару объединяет усилия с другими персонажами франшизы, такими как Накоруру и Шарлотта, чтобы сорвать её планы.

### Использование в других проектах
Хаомару фигурирует в нескольких других видеоиграх от SNK и прочих разработчиков, в том числе в кроссовер-файтингах Capcom vs. SNK 2,  SNK vs. Capcom: The Match of the Millennium, Neo Geo Battle Coliseum, спортивном проекте для мобильных устройств Neo Geo Tennis Coliseum, симуляторе свиданий Days of Memories: Oedo Love Scroll, RPG The King of Fighters All Star, кроссовере Super Smash Bros. Ultimate (в качестве вспомогательного героя), а также многопользовательских онлайновых боевых аренах Honor of Kings, Granblue Fantasy и Lost Saga. Разработчики Neo Geo Battle Coliseum заявили, что независимо от желаний фанатов, они хотели включить в игру персонажей из Samurai Shodown и Хаомару был  одним из их главных приоритетов. Образ героя также используется в товарах посвящённых мерчендайзингу франшизы, так на его основе были выпущены как минимум две экшн-фигурки.
Помимо этого Хаомару является частью 2-го сезонного абонемента для файтинга Soulcalibur VI. Анонс персонажа состоялся во время 4 августа 2019 года во время мероприятия EVO. Такой шаг был вполне очевиден, так как Хаомару являлся аналогом бойца Хейширо Мицуруги из серии Soulcalibur. Релиз персонажа состоялся конце марта 2020 года. В его набор также входят костюмы Накоруру и Куроко. В этом файтинге он впервые использует свой кувшин для сакэ в качестве дополнительного оружия. Если сражение происходит на домашней арене Хаомару, Острове Гайрю, основной диктор Soulcalibur будет заменён на Куроко, исполняющего эту функцию в серии Samurai Shodown.
Во время EVO 2022 Хаомару анонсировали для файтинга The King of Fighters XV в виде дополнения Samurai Shodown Team, которое было выпущено осенью 2022 года. Накоруру, которая была лидером команды Another World Team (куда также входили персонажи Mui Mui и Love Heart из франшизы Sky Love) ещё в The King of Fighters XIV, объединяется с Хаомару и Дарли Даггером (героем Samurai Shodown 2019 года), чтобы вернуться в свою временную эпоху.

## Дизайн и геймплей
Образ Хаомару был вдохновлён известной исторической личностью — самураем Миямото Мусаси. Персонаж даже имел имя Musashi, в период разработки первой части игры. Создатель Samurai Shodown Ясуси Адачи выбрал Хаомару и Накоруру в качестве «двух ведущих персонажей», которые лучше всего передавали дух франшизы: «Благодаря использованию мощных и разрушительных атак, а также шкале Икари, которая увеличивает силу ударов, Хаомару отлично справляется с демонстрацией множества игровых концепций в играх серии».
Визитной карточкой Хаомару являются спец-атаки «Когецудзан», апперкот в форме полумесяца, и «Сэнпурэцудзан», вихревой снаряд, который поднимает противников в воздух (подобно урагану), после чего резко роняет на землю. Персонаж также не расстаётся с кувшином для сакэ (Фугудоку), который он использует, чтобы «благословить» свой клинок перед боем (окропляя его лезвие). В Samurai Shodown II он может размахивать своим кувшином в бою в качестве оружия, а также использовать его для отражения вражеских атак. В этой части он также мог исполнять сальто, которое было рассчитано на сидящих противников. В Samurai Shodown III ввели систему «мировоззрения» и у каждого героя появилось по два отличающихся стиля поведения. Slash придерживался тактики близкой к предыдущим частям серии, демонстрируя Хаомару как сбалансированного и простого в освоении бойца на средней дистанции. В свою очередь Bust вводил несколько новых движений, которые были рассчитаны на агрессивный рукопашный бой. Версия персонажа из Samurai Shodown: Warriors Rage для PlayStation сочетала в себе некоторые элементы боевого стиля Гендзюро — стойку и удары из приседа.

## Отзывы критиков
Хаомару был хорошо принят критиками, его часто называют классическим персонажем серии или своим «многолетним фаворитом». Редакция японского журнала Gamest поместила Хаомару на 29 место из 50 (в связке с Ukyo) в списке своих любимых персонажей из аркадных игр. Обозреватель CBR поставил его на 9-е место среди лучших гостевых бойцов в файтингах. Грег Касавин из GameSpot назвал «Crescent Moon Slash» одной из лучших спец-атак в истории жанра. Представитель журнала Complex привёл в пример Хаомару, включив Samurai Shodown V в список лучших игр со специальными приемами, на манер фаталити, а также отметил его среди бойцов с самыми унизительными цитатами. Фантазируя над потенциальным файтингом своей мечты, озаглавленным «Vertigo Vs. SNK», редакция GamesRadar отметила Хаомару в его ростере, а арт-директор Sony Online Entertainment Тимоти Хейделаар взял «Haohmaru» в качестве своего прозвища.